# Kayea coriacea
Espèce
Synonymes
- Mesua coriacea P.F. Stevens[1]

Statut de conservation UICN

 VU D2 : Vulnérable
Kayea coriacea est une espèce de plantes à fleurs de la famille des Calophyllaceae.

## Publication originale
- Telopea 5(2): 360. 1993.